# Martin AM Mauler
Il Martin AM Mauler era un bombardiere monomotore statunitense impiegato nel periodo post-bellico. Era capace di trasportare un carico utile paragonabile a quello di un bombardiere medio, con siluri, bombe, razzi e quattro cannoni da 20 mm. Il suo successo venne ridotto dalla scarsa affidabilità iniziale e venne soprattutto confrontato con il Douglas A-1 Skyraider, che divenne rapidamente l'assaltatore monomotore standard dell'U.S. Navy, lasciando al Mauler un ruolo del tutto subordinato.

## Sviluppo
Nel corso degli anni trenta, la United States Navy mantenne una sorta di suddivisione progettuale per le classi di bombardieri leggeri, differenziando i velivoli, in base alle armi che erano destinati ad impiegare, tra "siluranti" e "bombardieri a tuffo".
Questa suddivisione venne abbandonata nel corso del 1943, sulla scorta delle esperienze maturate nei primi anni di guerra e si preferì affidare i diversi compiti ad un unico velivolo; inoltre l'assistenza alla navigazione via radio e la potenza sviluppata dai motori più recenti, consentivano di affidarsi a macchine monoposto (dato che veniva a mancare la necessità delle funzioni del navigatore/mitragliere).
Lo sviluppo del nuovo modello venne assegnato a diversi fornitori tradizionali della US Navy (Douglas, Grummann, Curtiss e Martin) ed alla neonata Kaiser Fleetwings (che aveva rilevato la Keystone Aircrafts di Bristol, in Pennsylvania.
La Martin, dopo aver considerato la possibilità di impiegare un motore raffreddato a liquido, decise di presentare il proprio Model 210 munito del più grande dei motori radiali allora disponibili: il Pratt & Whitney R-4360.
Il velivolo venne battezzato Mauler (battente o, letteralmente, colui che usa il maglio), per indicare la potenza distruttrice di cui avrebbe dovuto essere strumento.
La Martin, avendo ormai completato il lavoro di progettazione del Marauder, fu in grado di procedere speditamente nei lavori ed il primo prototipo (designato XBTM-1) volò già nell'agosto del 1944. Sull'onda delle furiose battaglie in corso sulla costa giapponese, la U.S. Navy il 15 gennaio 1945 emise un ordine per 750 Mauler.
Le dimensioni del velivolo e la potenza del motore resero la macchina difficile da controllare in volo, tanto che si decise di installare un complicato sistema di assistenza di tipo idraulico che, tuttavia, comportò la necessità di riprogettare sia alcuni particolari, come l'elica, che diverse parti della struttura: furono rivisti i piani orizzontali dell'impennaggio e l'angolo di diedro dell'ala. Infine il motore venne installato con un angolo di 2°, rispetto all'asse del velivolo, al fine di compensare le torsioni prodotte dagli elevati valori di coppia del propulsore.
Il lavoro di modifica si protrasse fino agli inizi del 1947 e gli ordini per il Mauler (nel frattempo modificato nella designazione in AM-1) vennero ridotti a 99 esemplari mentre il principale rivale (il Douglas A-1 Skyraider, dotato del meno potente ma più piccolo e semplice Wright R-3350 Duplex Cyclone) entrava in servizio operativo.
Il lavoro sul Mauler non era ancora completato: le prove di volo misero in mostra difficoltà nell'appontaggio, tanto che un velivolo si spezzò in due dopo l'aggancio dei cavi. Per ovviare a questo nuovo problema venne realizzato un nuovo tipo di gancio (in grado di dissipare l'energia derivante dall'aggancio dei cavi), ma nel frattempo erano, nuovamente, trascorsi dodici mesi.

## Descrizione tecnica

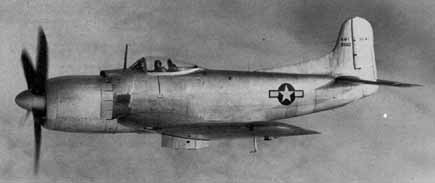
Il prototipo XBTM-1 in volo.

### Struttura
Monoplano ad ala bassa, aveva carrello triciclo posteriore. Il profilo alare presentava diedro leggermente negativo e configurazione a "gabbiano invertito". Le ali erano incernierate subito dopo le gambe del carrello e si ripiegavano verso l'alto per favorire lo stivaggio nelle portaerei.

### Motore
Il Pratt & Whitney R-4360 Wasp Major era un motore a 28 cilindri, che si trovavano disposti in quattro file da 7 cilindri ciascuna (tanto da meritarsi il soprannome di "Pannocchia di granoturco") e fu il più potente motore radiale aeronautico mai prodotto in serie.

### Armamento

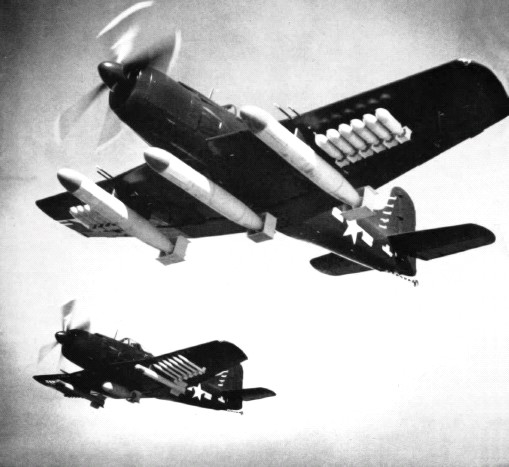
Una dimostrazione delle capacità del Mauler di trasportare carichi offensivi.

L'armamento difensivo era costituito da 4 cannoni da 20 mm disposti anteriormente.
Il carico offensivo era previsto inizialmente in 4 500 lb (2 040 kg, ma in virtù della straordinaria potenza disponibile fu possibile assortire diversi tipi di carico (siluri, bombe o razzi) fino a raggiungere livelli record, per un monomotore ad elica, di oltre 10 000 lb (4 800 kg).

## Impiego operativo
Soprannominati "Able Mabels" gli AM-1 entrarono in servizio nel marzo del 1948 e vennero imbarcati sulla USS Midway (CV-41), inquadrati in quattro "Attack Squadrons" e nel maggio successivo la U.S. Navy ne ordinò altri 50 esemplari.
Fin dai primi mesi i Mauler diedero ampia dimostrazione di poter trasportare una notevole quantità di armamenti offensivi: in aprile un esemplare decollò portando sotto le ali tre siluri da 2 200 lb ciascuno (pari a 1 000 kg), 12 bombe da 500 lb (227 kg) e munizioni per i cannoni per un totale di 10 648 lb (4 830 kg), il che costituiva un record (pur non ufficialmente registrato) per un monomotore.
Tuttavia i Mauler evidenziarono costanti problemi di sicurezza nell'appontaggio, anche sul ponte della USS Midway lungo 986 ft (300 m); ancora una volta questa caratteristica venne sfruttata per affibbiare loro (giocando sempre sulla sigla "AM") il nomignolo, poco scherzoso in realtà, di "Awful Monster" (mostro spaventoso).
Nell'impiego operativo i Maulers furono surclassati, per facilità d'impiego e manutenzione, dai Douglas Skyraiders e, già nel 1950, vennero assegnati agli "squadron" di riserva (che operavano da basi sulla terraferma).
Diciotto Maulers vennero realizzati in versione ECM, denominata AM-1Q: in questi aerei un operatore sedeva, in modo poco confortevole, in un compartimento situato alle spalle del pilota equipaggiato con strumentazione destinata alla cosiddetta "guerra elettronica". Questi aerei operarono dalla base di Atlantic City.

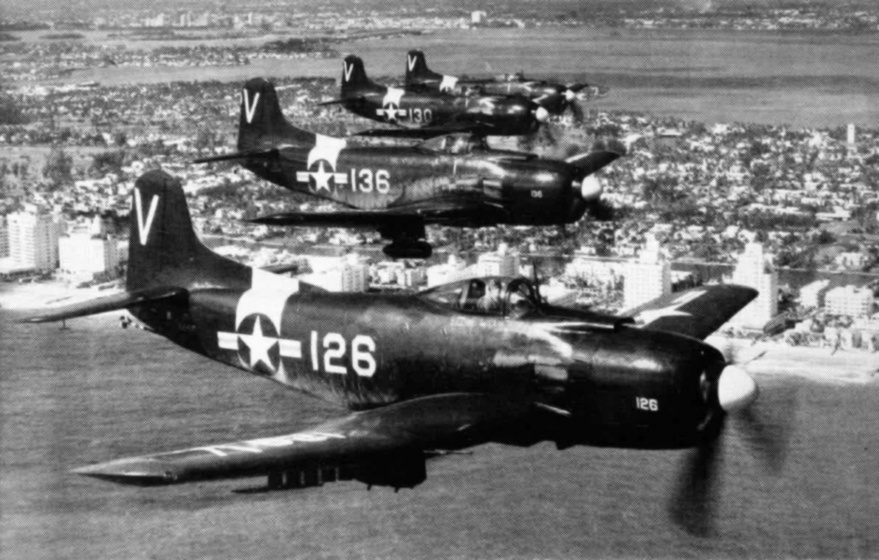
Maulers con la livrea dei reparti della riserva della US Navy.

I Maulers rimasero in servizio con i reparti della riserva fino al 1953.

## Utilizzatori
Stati Uniti
- United States Navy